# Révillon

Révillon este o comună în departamentul Aisne din nordul Franței. În 1 ianuarie 2018 avea o populație de 68 de locuitori.